# 207 a.C.
Il 207 a.C. (CCVII a.C. in numeri romani) è un anno  del III secolo a.C.

## Eventi
- Seconda guerra punica
  - Publio Cornelio Scipione sconfigge l'ultimo esercito di Cartagine in Iberia (Battaglia di Ilipa).
  - Il condottiero romano Gaio Claudio Nerone si scontra in modo non decisivo con Annibale nella Battaglia di Grumento, ma sfugge a nord per contrastare Asdrubale, fratello di Annibale.
  - Asdrubale Barca entra in Italia e viene sconfitto e ucciso nella Battaglia del Metauro dalle armate consolari associate di Livio e Nerone.
- Filopemene della Lega achea sconfigge gli Spartani al comando di Macanida, nella Battaglia di Mantinea.
- Cina - L'imperatore Qin Er Shi Huangdi della dinastia Qin è assassinato dal suo capo eunuco Zhao Gao. Gli succede il nipote Ziying che a sua volta assassina Zhao Gao.

## Morti
- 22 giugno - Asdrubale Barca, generale cartaginese (n. 245 a.C.)
- Gala, sovrano berbero
- Macanida, sovrano greco antico
- Qin Er Shi Huangdi, imperatore cinese (n. 229 a.C.)